# Per Falkman
Per Falkman, född 28 september 1942 i Stocksund i Danderyds församling, är en svensk TV-programledare, TV-producent och retorikkonsult. Han är bror till Loa Falkman.
Falkman, som är son till förste intendent Carl Falkman och gymnastikdirektör Karin, född Svennberg, avlade studentexamen 1963 och studerade vid Stockholms universitet 1965–1968. Han var pressekreterare för Stockholms festspel 1966–1967. Från 1969 arbetade han som journalist på Sveriges Radios regionala nyhetsprogram Stockholmsnytt. År 1972 gick han över till Sveriges Radios televisionsavdelning, senare Sveriges Television, där han bland annat arbetade med magasinprogrammet I kväll, Studio S, Måndagsbörsen samt underhållningsprogram från Skansen och Gröna Lund.. 
Falkman var bland annat redaktionssekreterare på Stockholms-Nytt i radion och ingick i redaktionen för tv-programmet Sveriges magasin. År 1976 regisserade han fyra videofilmer med Abba.
Han slutade på SVT år 1986 har därefter drivit det egna företaget Retorik/Falkman AB, senare Falkman Råd & Retorik AB, vilket bedrivit utbildning i retorik samt ägnat sig åt video- och TV-produktion.
Per Falkman var 1971–1976 gift med Anna Sundin (född 1945) och sedan 1982 med psykologen Eva Sjöquist (född 1947), dotter till professor John Sjöquist och Inga Lewander. Han har fyra barn med andra hustrun.